# 1522 en littérature
| Années de la littérature : 1519 - 1520 - 1521 - 1522 - 1523 - 1524 - 1525    |
| Décennies de la littérature : 1490 - 1500 - 1510 - 1520 - 1530 - 1540 - 1550 |

Cet article présente les faits marquants de l'année 1522 en littérature.

## Événements
- 7 février : l’Arioste est nommé commissaire ducal de la Garfagnana (1522-1525) ; il arrive le 20 février à Castelnuovo[1].

## Parutions
- Mars : Érasme (1469-1536) : Familiarium colloquiorum formulæ (« Colloques »)[2].

- 21 septembre : Martin Luther publie sa traduction du  Nouveau Testament en allemand[3].
- 6 novembre : Jean Bouchet (1476-1550) obtient le privilège royal pour son poème Le Labyrinthe de fortunes, publiée à Poitiers[4].

## Naissances
- Joachim du Bellay, poète français, mort en 1560.

## Décès
- 30 juin : Johannes Reuchlin, poète allemand, né en 1455.